# 田代政典
田代 政典（たしろ まさのり）は、江戸時代後期の人吉藩の藩士。

## 生涯
政典は父の政定共々、細井平洲の元で学問を学び、人吉へ帰郷すると家塾を開くと共に、勘定奉行、郡奉行を務める。民政にも通じ、槍術にも長けていた。
その頃の人吉藩は、たびたびの大風・洪水・旱魃・虫入などにより、田畑・民家・橋・城石垣などがたびたび被害に見舞われ、藩財政が窮乏していた。藩は2千貫を越える借銀を抱えており、上下問わず倹約を強いられ、また侍の商家に対する借銀も多く、知行を返上する者も少なくない状況であった。文化15年（1818年）1月、政典は家老の菱刈典膳へ窮乏の打開案を記した建白書を提出、それが認められて文政4年（1821年）12月24日に家老職を命ぜられた。
政典は文政5年（1822年）に原野開拓を実施（ただし予定の3ヶ所ともに井戸掘りの最中に大石に突き当たり、この政策は失敗している）、同年に砂糖の精製法を伝授の上で奨励、漆栽培も推進させ、飢饉対策の囲米・塩の算定、稲の竿干しへの改良、旱魃対策の若苗の用意などを行った。天保8年（1837年）には製鉄事業計画を発案、天保11年（1840年）には人参（朝鮮人参か?）の試験栽培を実施し、成功させている。
砂糖の精製法の伝授、人参の試験栽培は一部商人らのみで行われ、独占状態となったことから、農民らの不興を買うこととなった。また、政典は豊後国より茸山師（椎茸栽培師）数十人を招き、藩所有の山林数ヶ所に椎茸の製造場所を設えた。その一方、山に入り葛根などを掘っていた農民らは、製造場所の設けられた山への立ち入りを厳しく咎められるようになる。これが農民の不平を煽った。
当時はまた、領内の侍が文武を怠り、漁や猟にふける傾向にあったため、30歳以下の者はこれを厳禁とする一方、士分らへ内職を勧め（政典自ら傘張りの内職を行っている）、帰農も勧めるなどした。しかしこれが、領内の侍（特に門葉派）の反感を招く結果となった。
領内は以後も変わらず暴風雨に見舞われ、田畑が荒れて不作となった。その一方、風雨は椎茸栽培には好都合であり、これを長崎に輸出して藩は大いに利潤を上げた。そのことから領民の間に、降雨を天に祈っているのではないか、米・大豆の精を椎茸の苗木に移しているのではないか、などの風聞が立ち始める。さらに政典が「飢饉の際は荒糠を煎じて、その汁を飲めば、一日二日は命を長らえられる」と述べたことを、農民らは「百姓どもは荒糠を食え」と述べたと聞き違えた。それらを門葉派である相良左仲頼直につけこまれ、天保12年（1841年）2月9日から13日まで続く「茸山騒動」と呼ばれる百姓一揆を煽動されることとなった。一揆衆は茸山を打ち壊し、さらに鉄砲を放って鯨波を上げると、人吉町へ打ち入って商人宅を打ち壊し、町人一人を殺害している。藩は、頼直を通じて出された一揆側の要求を受け入れることで、一揆を終息させた。
政典は騒動の最中である2月10日に、自ら責めを負って自害した。だが、養嗣子となった弟の政鬴以下の子孫は、以後も家老として藩より重用された。